# Circolo B
Il Circolo B di Micene è un cimitero reale del XVII-XVI secolo a.C. situato al di fuori della cittadella della tarda dell'età del bronzo di Micene, nel sud della Grecia. Questo complesso funerario è stato costruito al di fuori delle mura di fortificazione di Micene e insieme al Circolo A rappresenta una delle principali caratteristiche della prima fase della civiltà micenea.

## Struttura
Il Circolo B, con un diametro di 28 m, si trova ad una distanza di 117 m ad ovest della Porta dei Leoni, l'ingresso principale di Micene. La struttura funeraria era racchiusa da un muro di pietra circolare spesso 1,55 m e alto 1,20 m. Il Circolo ospita un totale di 26 tombe; 14 di cui sono tombe a asta e le altre sono ciste semplici. Un totale di 24 corpi sono stati trovati nei pozzi, mentre sei delle tombe a pozzo erano tombe di famiglia in cui sono stati trovati diversi occupanti.
La maggior parte dei pozzi sono stati contrassegnati da un mucchio di pietre e su quattro di esse sono state erette delle steli. Queste ultime erano alte fino a 2 m. Due delle stele, sulle tombe Alpha e Gamma, sono state incise con scene di caccia.

## Storia

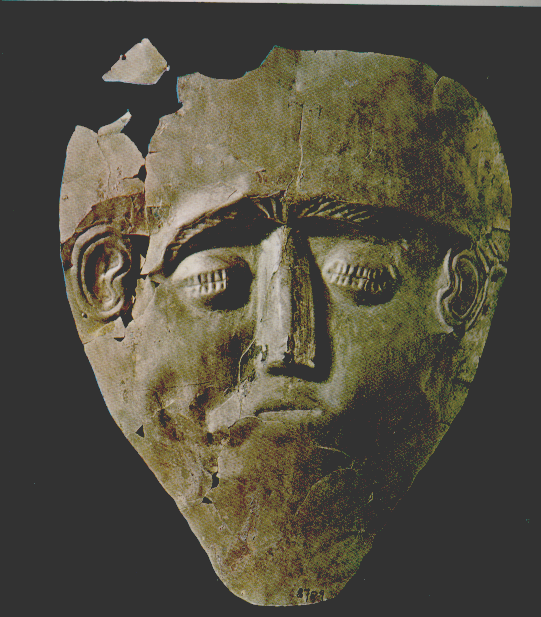
Maschera mortuaria, tomba ad asta "Gamma".

Le tombe micenee sono essenzialmente una variante argiva della tradizione rudimentale del Medio Elladico funerario con caratteristiche derivate dalle tradizioni dell'età del Bronzo sviluppate localmente nella Grecia continentale. Durante la prima fase di utilizzo della tomba circolare, le inumazioni erano tipiche delle sepolture di quel periodo; erano piccole e poco profonde con piccoli e beni poveri trovati vicino al defunto. Le tombe divennero gradualmente più grandi, più ricche e più numerose nei beni, mentre furono introdotte anche le sepolture femminili. Inoltre, i diademi sono stati trovati in entrambi i sessi e in tutti i gruppi di diversa età seppelliti. Anche il numero di ornamenti è stato considerevolmente aumentato e soprattutto associato alle sepolture femminili. Una nuova caratteristica aggiuntiva era che metà delle tombe, indipendentemente dal sesso del defunto, erano dotate di importazioni dalle vicine isole delle Cicladi. Il numero di importazioni continua a crescere costantemente all'inizio del tardo periodo elladico (1600-1550 a.C. circa), mentre compaiono anche i primi oggetti di origine cretese.
Nella sua ultima fase di utilizzo, più donne che uomini sono sepolte nel Cerchio, mentre le sepolture maschili sembrano essere relativamente povere rispetto a quelle femminili. Le sepolture maschili sono associate a set di stoviglie, di solito recipienti per bere e la loro forza militare è evidenziata da armi di vario tipo. Ciò indica l'emergere di una classe guerriera d'élite nella società micenea.
Nel frattempo, il Circolo A, un nuovo luogo di sepoltura di élite con architettura simile è stato trovato nelle vicinanze, e che sembra essere un continuo del Circolo B. Così, le ultime tombe del Cerchio B (Alpha, Gamma, Delta, Epsilon e Omikron) erano contemporanee con le più giovani del Circolo A.

## Ritrovamenti

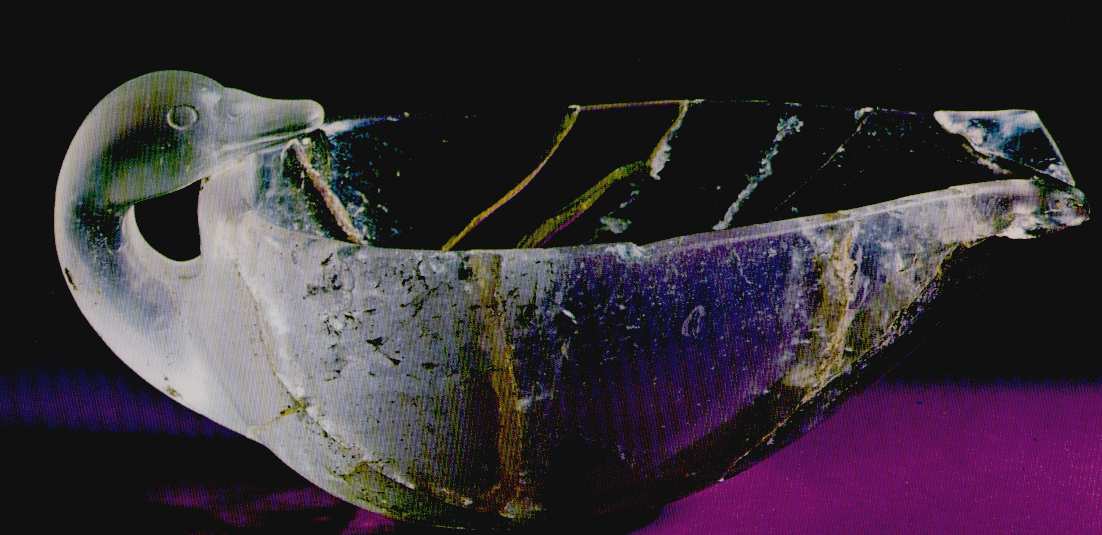
Ciotola di cristallo a forma di anatra, tomba a fossa "Omikron".

Le tombe non furono saccheggiate nell'antichità come accadde ad altri monumenti come quest'ultime (XV-XII secolo a.C.) tombe micenee a tholoi. Le donne nelle tombe erano riccamente vestite e decorate con vari ornamenti, come orecchini, collane, fasce d'oro e spille d'argento. D'altra parte, spade, pugnali e punte di frecce sono state trovate accanto ai maschi deceduti e il loro vestito era rifinito d'oro. Nella tomba Nu sono state recuperate le tracce dell'elmo a zanne di cinghiale, tipico della guerra micenea.
Una maschera mortuaria è stata anche dissotterrata. Tuttavia, non è stata trovata sulla faccia del maschio deceduto, ma in una scatola di legno accanto a esso. D'altra parte, i costumi di sepoltura differivano da quelli della tomba circolare A. Questi ultimi includevano maschere mortuarie di diverso stile artistico e fatte in oro, come la Maschera di Agamennone.

## Scavi

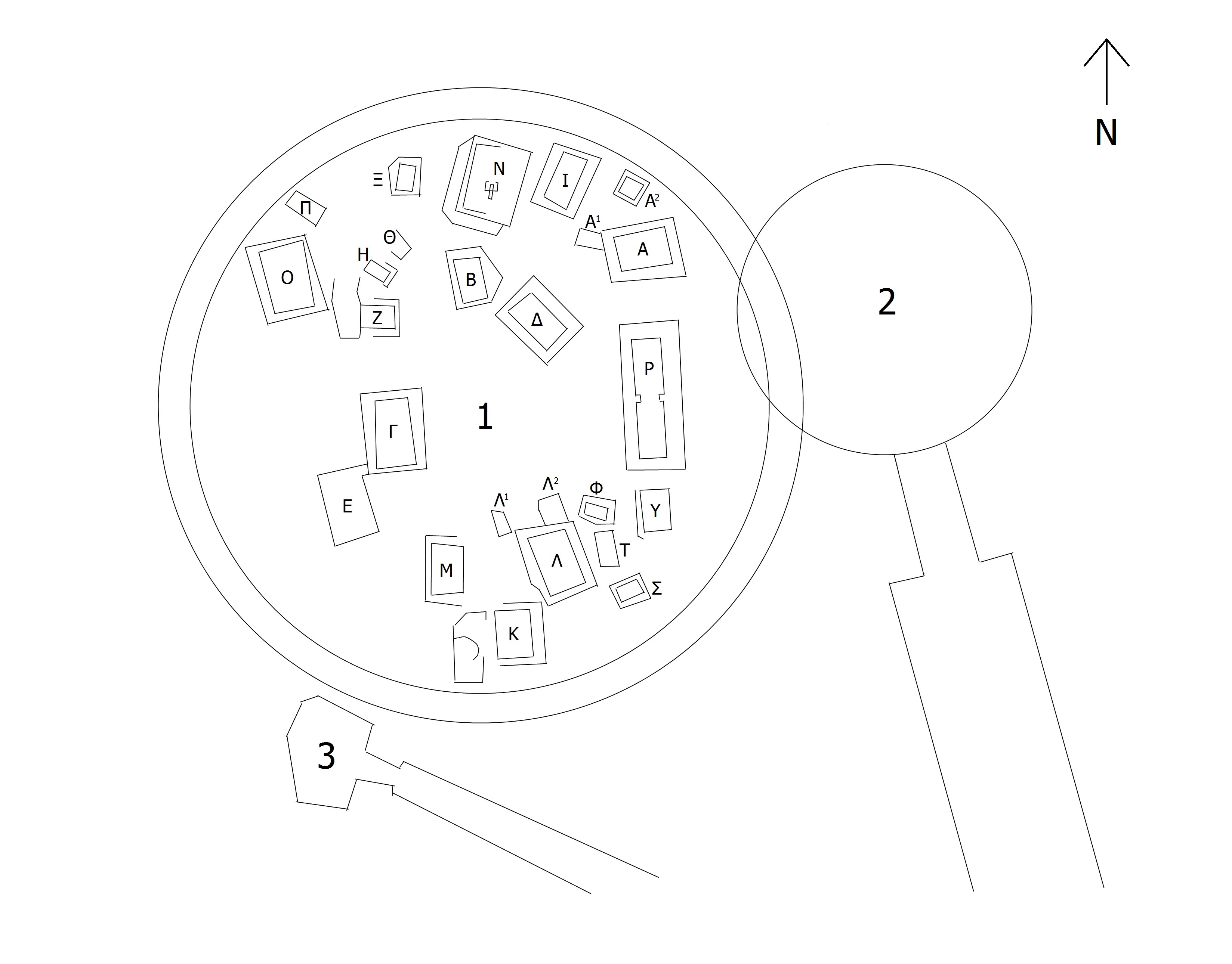
Mappa del Circolo B

Il complesso funerario fu scoperto per caso nel 1951, quando gli operai stavano scavando una vicina tomba a tholos del XIII secolo a.C., conosciuta come la Tomba di Clitennestra. Ampi scavi furono condotti dagli archeologi Ioannis Papadimitriou e Georgios Mylonas nel 1952 e durarono per due anni. A ogni tomba è stata assegnata una lettera dell'alfabeto greco, al fine di distinguerle dalle tombe nel Circolo A, alle quali sono assegnati numeri latini.
Questo gruppo di 26 tombe può essere datato nel tardo Medio elladico fino al tardo periodo ellenistico, in ca. 1675 / 1650-1550 a.C:. Il loro numero eccezionale, così come il fatto che non erano stati saccheggiati, permise agli archeologi di estrarre un'analisi dettagliata della società micenea dominante di quel tempo.

## Ulteriori ricerche
I resti del defunto trovato nella tomba circolare erano generalmente in buono stato di conservazione e sono stati ampiamente esaminati. Molti dei maschi hanno segni di ferita, probabilmente ricevuti sul campo di battaglia, mentre alcuni di loro sono morti in battaglia.
I ricercatori dell'Università di Manchester hanno condotto un antico studio del DNA su 22 scheletri trovati nel sito e hanno ottenuto autentiche sequenze di DNA antico mitocondriale per quattro individui. I risultati sono stati anche confrontati con ricostruzioni facciali dei crani e dati archeologici. Hanno anche concluso che due corpi del pozzo "Gamma", dove è stata trovata la maschera di morte, erano fratello e sorella. Sulla base di questo, è stato sostenuto che sia i membri della famiglia femminile che quelli di sesso maschile detenevano una posizione di autorità per diritto di nascita.